# プリュギュファン
プリュギュファン（Pluguffan、ブルトン語:Pluguen）は、フランス、ブルターニュ地域圏、フィニステール県のコミューン。カンペールの西約8kmのところにある。

## 由来
プリュギュファンとは、ブルトン語のploe（教区）、ブルターニュの聖人・聖キュヴァン（Cuvan、Cuffanとも）から構成された名称である。

## 地理
プリュギュファンはコルヌアイユ地方のグラジグ（Grazig）というさらに小さな地方に属しており、ビグダン地方と接している。

## 経済
プリュギュファンには、カンペール・コルヌアイユ空港がある。
Yは、フランス国防省のDGAミサイル実験センター（fr）に属する研究施設である。

## 人口統計
| 1962年 | 1968年 | 1975年 | 1982年 | 1990年 | 1999年 | 2006年 | 2010年 |
| ------ | ------ | ------ | ------ | ------ | ------ | ------ | ------ |
| 1536   | 1639   | 2203   | 3107   | 3238   | 3155   | 3314   | 3540   |

参照元:1999年までEHESS、2000年以降INSEE

プリュギュファンの人口増減グラフ